# Chola-Bronzen

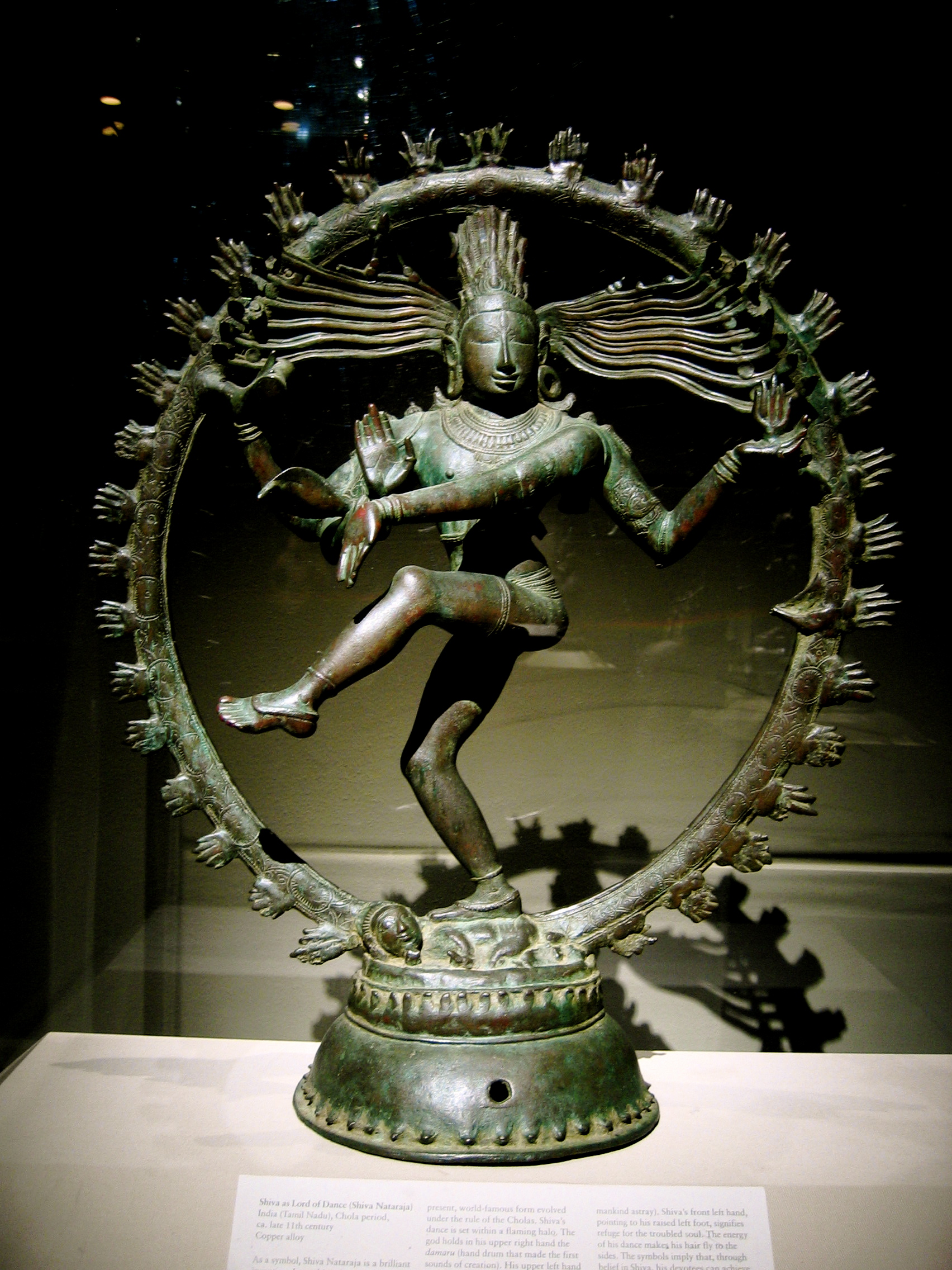
Tanzender Shiva (Shiva nataraja), Metropolitan Museum of Art, New York City (11. Jh.). Das Thema des tanzenden vierarmigen Gottes Shiva ist eins der bekanntesten in der indischen Kunst: In seiner oberen rechten Hand hält Shiva, dessen aufgelöste Haarflechten sich durch den Tanz (tandava) nach links und rechts ausbreiten, eine kleine Sanduhrtrommel (damaru); die andere rechte Hand ist zum Gestus der Furchtlosigkeit oder Schutzgewährung (abhayamudra) erhoben. In seiner oberen linken Hand befindet sich ein Feuersymbol; die untere linke Hand zeigt – parallel zum erhobenen linken Bein – eine im indischen Tanz übliche Haltung. Mit seinen Füßen zertrampelt er den in zwergenhafter Gestalt dargestellten Dämon apasmara purusha – ein Sinnbild von Ignoranz und Dummheit. Der Tanz findet statt innerhalb eines Feuerrings, der sowohl die sich ausbreitende Energie des Gottes als auch die Grenze des Universums symbolisiert.

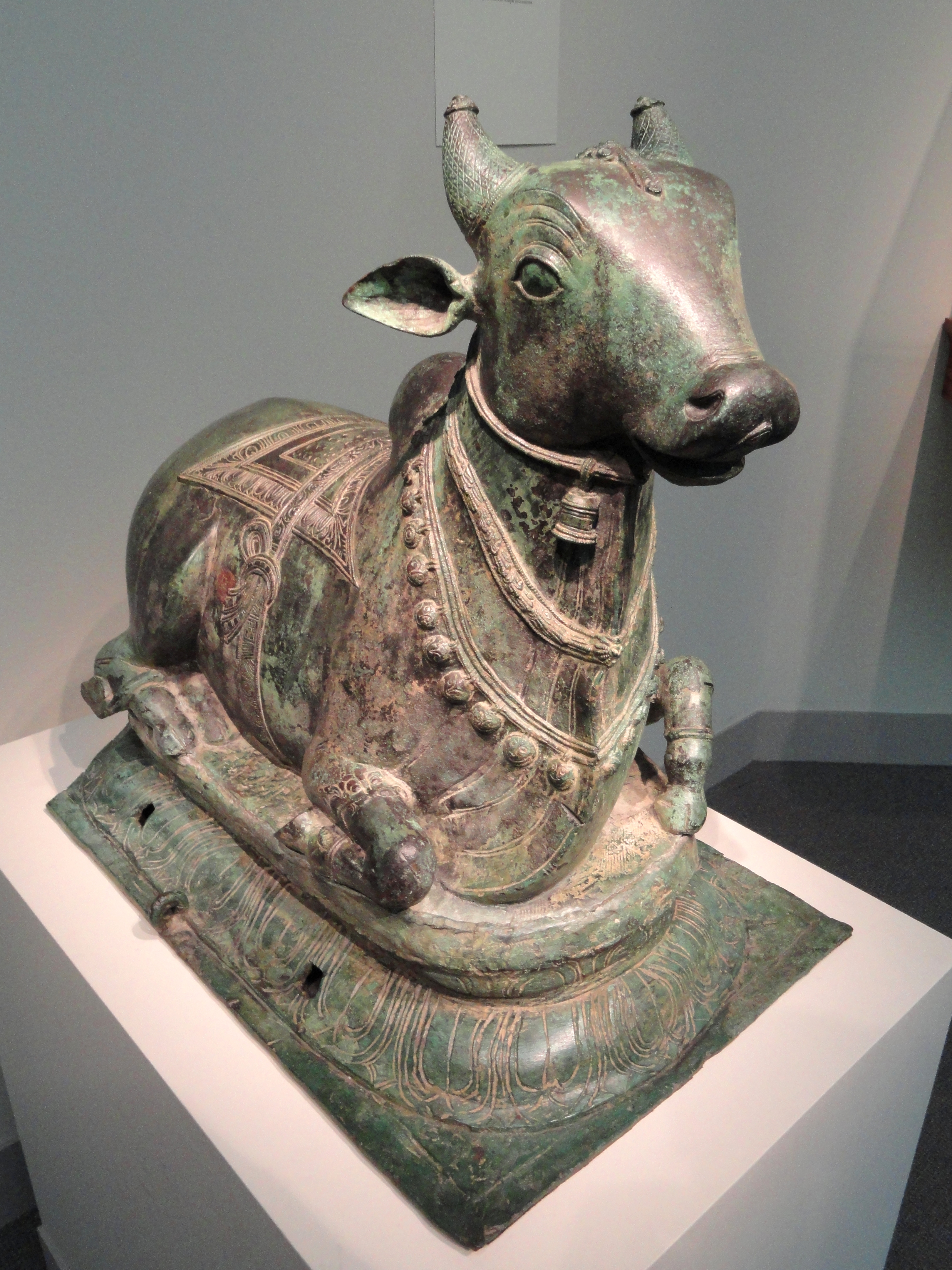
Nandi-Bulle, Freer Gallery of Art, Washington, D.C. (12. Jh.). Shivas Begleittier (vahana) ruht auf einem stilisierten Lotospostament; sein massiger Körper ist mit einer Decke, einem Bauchgurt und Halsketten geschmückt.

Chola-Bronzen ist eine Sammelbezeichnung für eine umfangreiche Gruppe südindischer Bronze-Figuren, die während der Regierungszeit der Chola-Dynastie (10.–13. Jahrhundert) hergestellt wurden. Sie zählen sowohl in handwerklicher als auch in künstlerischer Hinsicht zu den herausragenden Leistungen indischer Kunst und Kultur.

## Funktion
Die meisten Chola-Bronzen stellen Götter und Göttinnen aus dem hinduistischen Pantheon dar – insbesondere Shiva in seiner Gestalt als Nataraja, die Schutzgottheit der Dynastie, und sein Umfeld (Ganesha, Parvati u. a.) wurden abgebildet. Es ist davon auszugehen, dass nahezu alle als Stiftergaben in Tempeln aufbewahrt wurden, aus denen sie jedoch – anders als die ebenfalls existierenden Steinskulpturen – leicht zu entfernen waren. Wahrscheinlich standen einige auch in den Hausaltären der Brahmanen oder anderer hochrangiger Persönlichkeiten.

## Geschichte
Bereits zur Zeit der Satavahana-Dynastie (ca. 230 v. Chr. bis 220 n. Chr.) und der Pallava-Dynastie (6. bis 9. Jahrhundert) wurden im Süden Indiens Kleinbronzen hergestellt, doch nur wenige davon sind erhalten.
Unter der im 9. Jahrhundert wiederaufgestiegenen Chola-Dynastie erlebte Südindien eine wirtschaftliche und kulturelle Blütezeit – Handel und kultureller Austausch mit den Inseln und Ländern Südostasiens florierten. Die heute als UNESCO-Weltkulturerbe anerkannten Großen Tempelanlagen von Tanjore, Darasuram und Gangaikonda Cholapuram entstanden und auch andere Künste wie Literatur, Malerei und Skulptur profitierten davon. Die in anderen Teilen Indiens nahezu unbekannte Kunst des Bronzegusses erlebte einen ungeahnten Aufschwung und eine künstlerische Verfeinerung, die tausende kleine Meisterwerke hervorbrachte, die heute in den Museen der ganzen Welt zu finden sind.

## Bronzebearbeitung
Vollplastisch wirkende Teile der Bronzen sind im Innern hohl – sie wurden nach der Methode des Wachsausschmelzverfahrens gegossen und anschließend durch Hämmern bearbeitet. Dabei konnten Dekorelemente nachgearbeitet werden, die aber häufig schon auf die Wachsfigur aufgelegt wurden. Andere Schmuckteile bestehen aus massiver Bronze und wurden abschließend mit dem Hohlkörper zusammengeschmiedet bzw. auf diesen aufgelötet. Da die Wachsmodelle nach jedem Guss neu angefertigt werden mussten, unterscheiden sich die meisten mittelalterlichen Darstellungen in Größe und Details voneinander.